# Полтавські єпархіальні відомості
«Полтавські єпархіальні відомості» — друкований орган Полтавської єпархії УПЦ КП. 
Виходили від 1863 до 1918 року у Полтаві російською (дореформенною) мовою під назвою рос. «Полтавские епархиальные ведомости» як офіційний орган Полтавської православної єпархії.
Видання відновлене 1993 року як орган Полтавської єпархії УПЦ КП. 

## Історія
Видання складалося з офіційної та неофіційної частин. В офіційній частині вміщувалися урядові постанови, розпорядження Святішого Синоду і керівнийтва єпархії. У неофіційній — друкувалися розвідки та матеріали з історії православної церкви й на історико-краєзнавчі теми, зокрема про Переяславсько-Полтавську семінарію (1890, № 10, 21), Густинський Свято-Троїцький монастир і Сліпородський монастир (1864, № 3—6; 1886, № 6—7, 11), Переяславську (1891, № 10—11) та Полтавську (1874, № 17, 19—20) єпархії, Лубенську церкву 1692 (1888, № 4), розмежування єпархій у Малоросії наприкінці 17 ст. (1899, № 24), монастирські землі на Наддніпрянщині в 16 ст. (1906, № 12), матеріальне становище Переяславської семінарії у 18 ст. (1906, № 7), монастирі Полтавської єпархії (1901, № 19—21, 23, 30—31; 1902, № 20, 22, 25), архіпастирів Полтавсько-Переяславської єпархії (1867, № 19—24), Спасо-Преображенський скит Великобудищанського Свято-Троїцького монастиря (1899, № 29), Свято-Успенський собор у м. Гадяч (1891, № 21), Свято-Успенський кафедральний собор у Полтаві (1870, № 16—18) та багато ін. Вміщувалися праці про визначних церковних ієрархів, у тому числі про Арсенія Берло (1880, № 5; 1891, № 22; 1911, № 3, 9), Євгенія Булгаріса (1877, № 22), Філарета Гумілевського (1866, № 18), Мельхіседека Значко-Яворського (1885, № 22—23), Іоанна Козловича (1907, № 6), Йоасафа Кроковського (1890, № 2—4), Гервасія Линцевського (1905, № 2—3), Кирила Лящевського (1883, № 10), Йосифа Нелюбовича-Тукальського (1900, № 24), Никодима Сребницького (1883, № 12), Макарія Токаревського (1865, № 19) та ін., а також про відомих історичних діячів, зокрема князя В.-К.Острозького (1908, № 6), та ін. Публікувалися документи й матеріали з української історії, зокрема універсал гетьмана П.Дорошенка (1908, № 8), акт про передачу с. Лялинець переяславському єпископу Захарію Корниловичу (1891, № 9), опис Мгарського Лубенського Спасо-Преображенського монастиря 1769 (1888, № 4), документи про будівництво Свято-Воскресенської церкви в Полтаві (1908, № 8), заснування цехового золотоноського братства 1627 (1897, № 34), побудову храму в слободі Скаржинівка (1874, № 19), історичні відомості, представлені в Святіший Синод про монастирі Полтавської єпархії 1781—84 (1891, № 23—24), майнові володіння монастирів Полтавської єпархії (1883, № 13, 23; 1884, № 3, 13) та багато ін. На сторінках «П.е.в.» друкувалися відомі вчені й публіцисти, у тому числі В.Бучневич, В.Горленко, М.Максимович, І. Ф. Павловський, В.Пархоменко, М.Сагарда та ряд ін. У виданні публікувалися також відомості про культурно-освітнє, церковне, наукове життя Полтавщини, у тому числі про діяльність світських і духовних навчальних закладів, доброчинних установ тощо. 1917—18 вміщуються україномовні матеріали, зокрема єпархіальних з'їздів, на яких обговорювалося становище церкви в Україні. Останній, подвійний, номер (№ 20/21) «П.е.в.» датований 15 листопада (1 грудня за н. ст.) 1918.